# Xianfeng (socken i Kina, Sichuan, lat 28,23, long 105,04)
Xianfeng (kinesiska: 仙峰苗族乡, 仙峰) är en socken i Kina. Den ligger i provinsen Sichuan, i den sydvästra delen av landet, omkring 290 kilometer söder om provinshuvudstaden Chengdu. Antalet invånare är 11 738. Befolkningen består av 5 273 kvinnor och 6 465 män. Barn under 15 år utgör 24,0 %, vuxna 15-64 år 64 %, och äldre över 65 år 10,0 %.
Genomsnittlig årsnederbörd är 1 332 millimeter. Den regnigaste månaden är september, med i genomsnitt 230 mm nederbörd, och den torraste är december, med 25 mm nederbörd.